# Printer Command Language
Printer Command Language (PCL), común e incorrectamente referenciado como Printer Control Language, es un lenguaje de descripción de páginas muy sofisticado desarrollado por Hewlett Packard para impresoras de inyección de tinta.
Este lenguaje fue introducido por Hewlett Packard (HP) en 1980. Se publicaron varias versiones desde su lanzamiento y muchos fabricantes de impresoras han adoptado al lenguaje como un estándar. Es más simple que PostScript y consume menos recursos.[cita requerida]
Por lo general, una secuencia de comandos de PCL proviene del driver de la impresora y éstos son necesarios para realizar una cierta impresión. El sistema envía la secuencia de comandos resultante a la impresora, quien la interpreta e imprime el documento.
En PCL existen comandos para escoger un cierto tipo de letra (almacenado dentro de la impresora), para posicionar el cursor en la página, para transmitir la información de una imagen a la impresora, etc. Estos comandos tienen la forma de secuencias de escape: cadenas de caracteres que comienzan con un carácter de escape. Las versiones más nuevas de PCL tienen una secuencia de escape para iniciar el modo HP-GL, que permite la transmisión de gráficos vectorizados.
Hay 6 clases de PCL, las cuales han ido apareciendo en el transcurso de los años desde que la primera versión de PCL viera la luz. En cada nueva clase de PCL se han añadido funcionalidades conforme a las necesidades del nuevo hardware disponible. Estas clases son:
- PCL
- PCL2
- PCL3
- PCL4
- PCL5
- PCL6 (PXL)